# Vicente Guerrero
Vicente Ramón Guerrero Saldaña (Tixtla, 10 agosto 1782 – Cuilápam, 14 febbraio 1831) è stato un politico, generale, patriota e rivoluzionario messicano, 2º Presidente del Messico per vari mesi. Alla morte di José María Morelos prese il comando della rivoluzione contro l'esercito spagnolo fino a stipulare un accordo con Agustín de Iturbide.

## Biografia
Guerrero nacque nella città di Tixtla il 10 agosto 1782 in una povera famiglia di contadini. I suoi genitori furono Pedro Guerrero e Maria Guadalupe Saldana. La sua povertà gli chiuse le possibilità di accedere ad un'istruzione così passò i suoi primi anni aiutando il padre nei campi.
All'inizio della Guerra d'Indipendenza, a Tecpán de Galeana fu testimone dell'arrivo delle truppe di Morelos e fu convinto ad unirsi al movimento, anche se il padre era un sostenitore del regime spagnolo; il viceré approfittando di questa situazione lo invitò a deporre le armi e ad accettare l'indulto, Guerrero con lacerante dolore nel cuore, perché amava profondamente suo padre rispose negativamente: «La patria prima di tutto», e continuò a lottare. Dopo varie battaglie arrivò al grado di colonnello. Non fu abile come militare, ma la sua tenacia come guerrigliero fece mantenere in vita la lotta per l'indipendenza, trasferendo la lotta alle montagne della provincia in cui era nato.
Dopo vari anni di lotta firmò un'alleanza con Agustín de Iturbide, comandante dell'esercito Trigarante, e assieme sconfissero l'esercito spagnolo nell'agosto 1821. Alla firma dell'Indipendenza, Iturbide salì al trono come Imperatore del Messico e Guerrero fu nominato generale dell'Esercito Imperiale, ricevendo così la Gran Croce dell'Ordine di Guadalupe.
Dopo la caduta del Primo Impero, Guerrero fu convinto dal Partito Popolare e dalla massoneria newyorkese a lanciarsi come candidato presidenziale in sostituzione di Guadalupe Victoria. Visto che le preferenze elettorali favorivano i conservatori, Guerrero formò un'alleanza con Antonio López de Santa Anna e assieme organizzarono il golpe del 1º aprile 1829 contro il presidente eletto Manuel Gómez Pedraza, fatto condannato da gran parte dei liberali dell'America Latina incluso Simón Bolívar.
Guerrero chiese la carica presidenziale il 4 dicembre del 1829 per combattere la ribellione comandata dal vicepresidente Anastasio Bustamante. Manipolato dai suoi alleati, passò i suoi ultimi anni cercando di ricostruire il prestigio ottenuto dalla parte di libertador all'inizio della sua carriera politica.
Infine il 15 gennaio 1831 fu invitato a colazione sul brigantino  El Colombo proprietà del commerciante genovese Francesco Pittaluga, e qui venne catturato (il genovese l'aveva tradito per una ricompensa di 50.000 pesos). Fu condotto alla baia de La Entrega e a Cuilápam, venne fucilato la mattina del 14 febbraio 1831.
I suoi resti riposano nella Colonna dell'indipendenza a Città del Messico.
Suo nipote Vicente Riva Palacio arrivò ad essere una figura importante in Messico. Militarmente, politicamente e nel mondo della letteratura e della storiografia.